# Marmont-Pachas
Marmont-Pachas är en kommun i departementet Lot-et-Garonne i regionen Nouvelle-Aquitaine i sydvästra Frankrike. Kommunen ligger i kantonen Laplume som tillhör arrondissementet Agen. År 2022 hade Marmont-Pachas 165 invånare.

## Befolkningsutveckling
Antalet invånare i kommunen Marmont-Pachas
| Referens: INSEE |